# Pycnomerus lineatus
Pycnomerus lineatus là một loài bọ cánh cứng trong họ Zopheridae. Loài này được Slipinski miêu tả khoa học năm 1984.